# Nastia Liukin
Nastia Liukin, ros. Анастасия Валерьевна Люкина, Anastasija Walerjewna Lukina (ur. 30 października 1989 w Moskwie) – amerykańska gimnastyczka sportowa pochodzenia rosyjskiego. Mistrzyni, trzykrotna wicemistrzyni i brązowa medalistka olimpijska 2008 z Pekinu. 4-krotna mistrzyni i 5-krotna wicemistrzyni świata.

## Sukcesy
| Rok  | Zawody               | Miasto    | Miejsce | Konkurencja             | Punktacja |
| ---- | -------------------- | --------- | ------- | ----------------------- | --------- |
| 2005 | Mistrzostwa świata   | Melbourne | 1       | Ćwiczenia na równoważni | 9.612     |
| 2005 | Mistrzostwa świata   | Melbourne | 1       | Ćwiczenia na poręczach  | 9.662     |
| 2005 | Mistrzostwa świata   | Melbourne | 2       | Ćwiczenia wolne         | 9.425     |
| 2005 | Mistrzostwa świata   | Melbourne | 2       | Wielobój indywidualnie  | 37.823    |
| 2007 | Mistrzostwa świata   | Stuttgart | 1       | Wielobój drużynowo      | 184.400   |
| 2007 | Mistrzostwa świata   | Stuttgart | 1       | Ćwiczenia na równoważni | 16.025    |
| 2007 | Mistrzostwa świata   | Stuttgart | 2       | Ćwiczenia na poręczach  | 16.300    |
| 2008 | Igrzyska olimpijskie | Pekin     | 1       | Wielobój indywidualnie  | 63.325    |
| 2008 | Igrzyska olimpijskie | Pekin     | 2       | Ćwiczenia na równoważni | 16.025    |
| 2008 | Igrzyska olimpijskie | Pekin     | 2       | Wielobój drużynowo      | 186.525   |
| 2008 | Igrzyska olimpijskie | Pekin     | 2       | Ćwiczenia na poręczach  | 16.725    |
| 2008 | Igrzyska olimpijskie | Pekin     | 3       | Ćwiczenia wolne         | 15.500    |

## Filmografia
- 2006 – Spadaj! (zagrała samą siebie; drobna rola)
- 2010 – odcinek serialu Za wszelką cenę; oryg. Make It or Break It (występ gościnny)

## Galeria

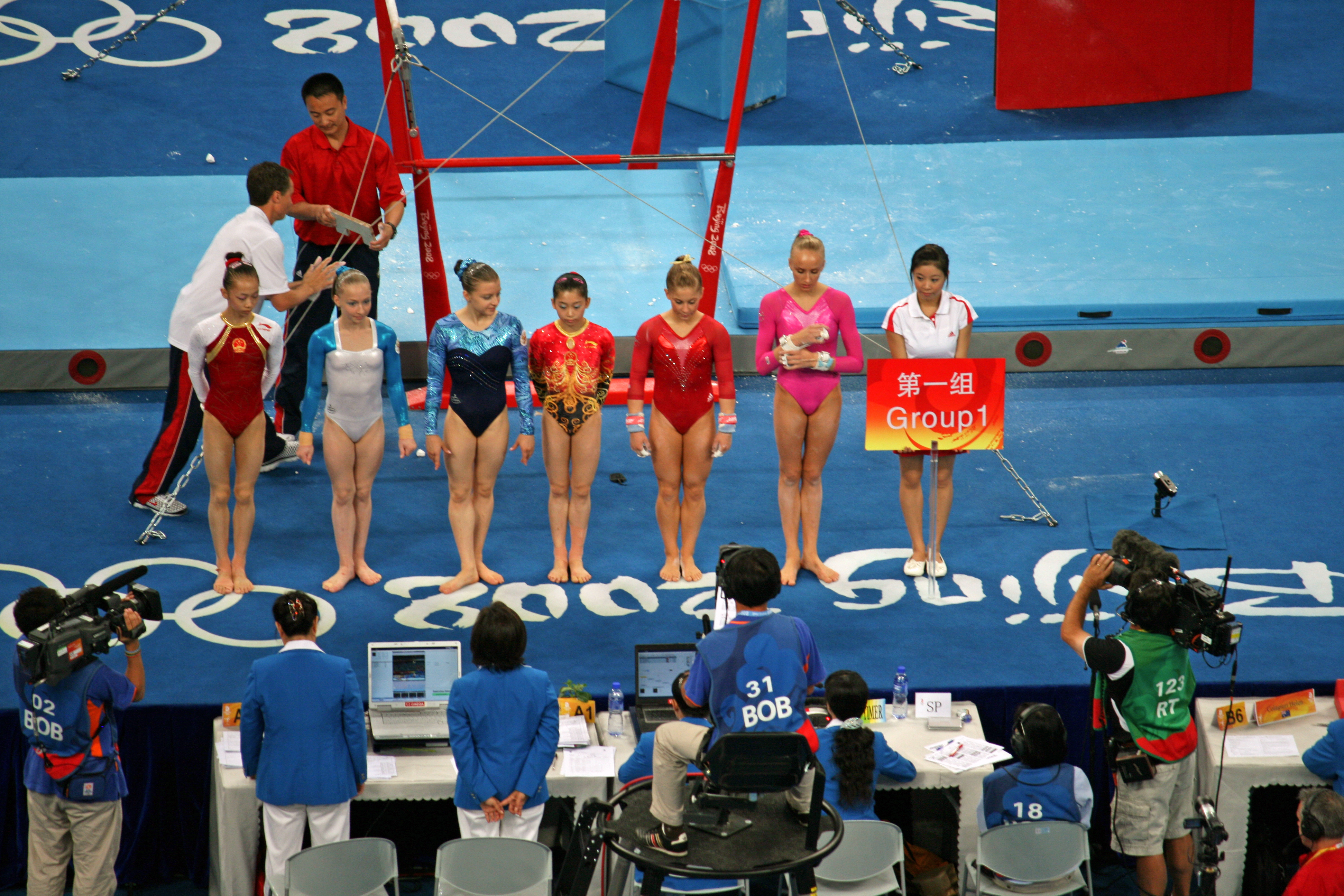
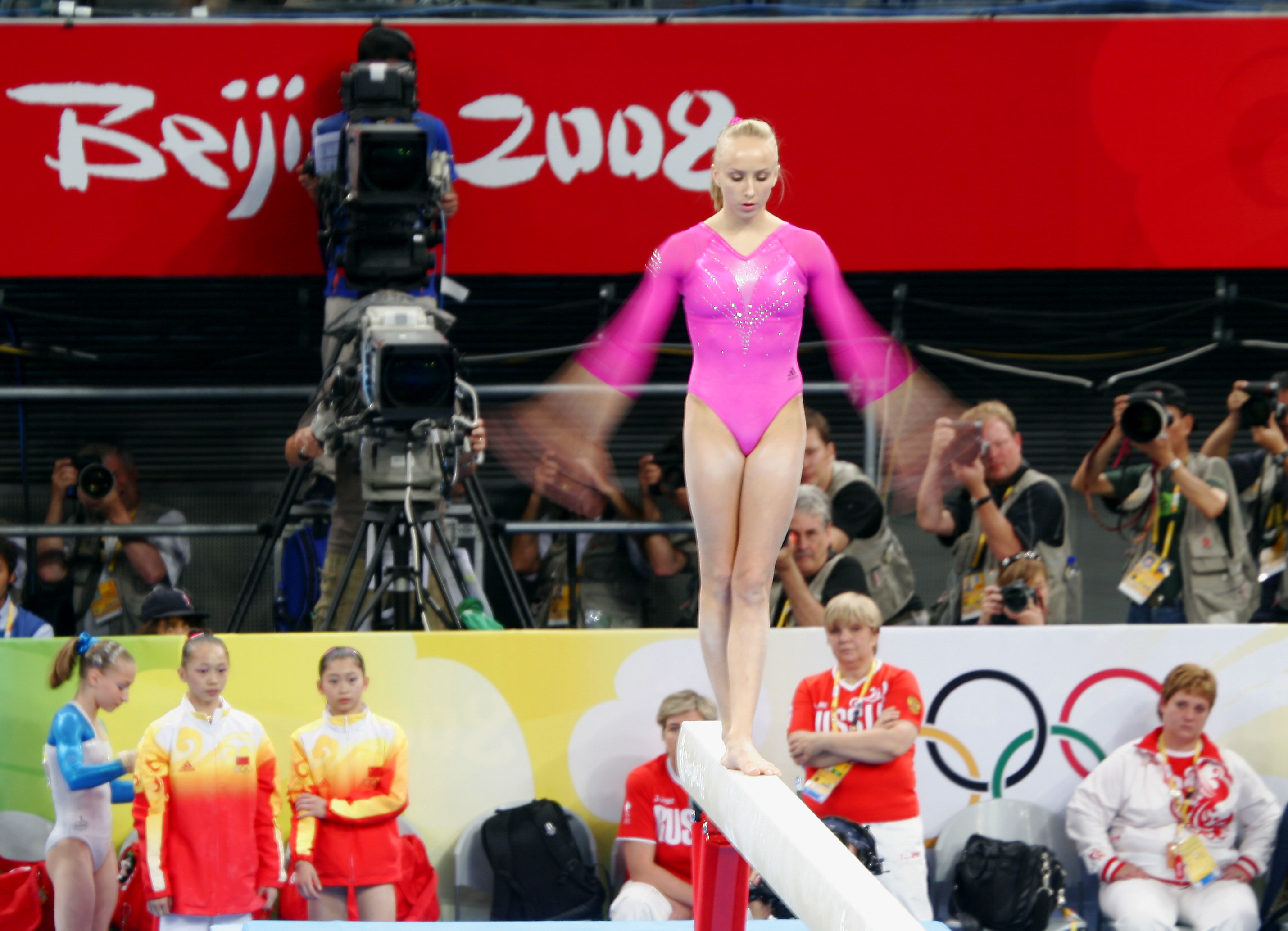
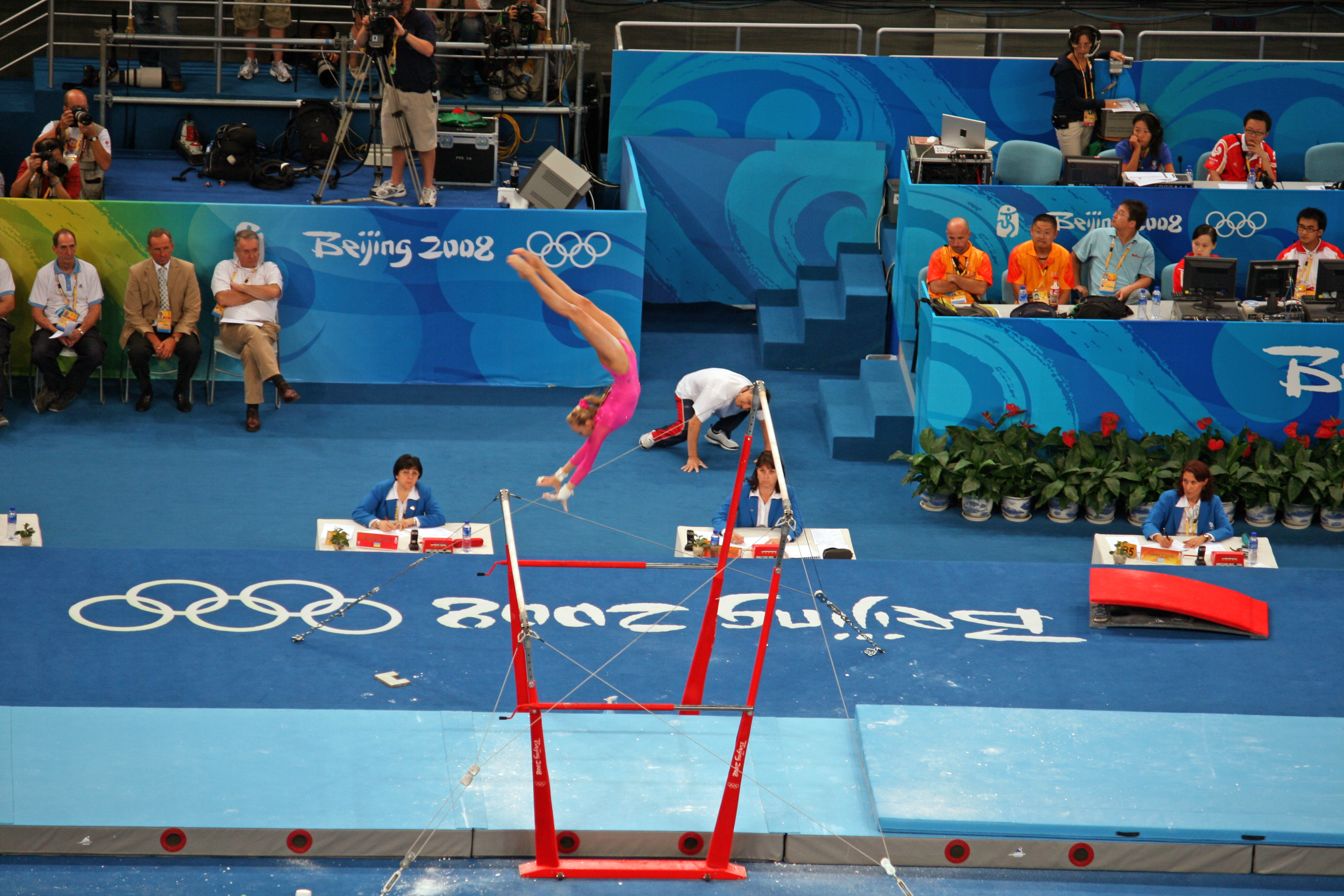
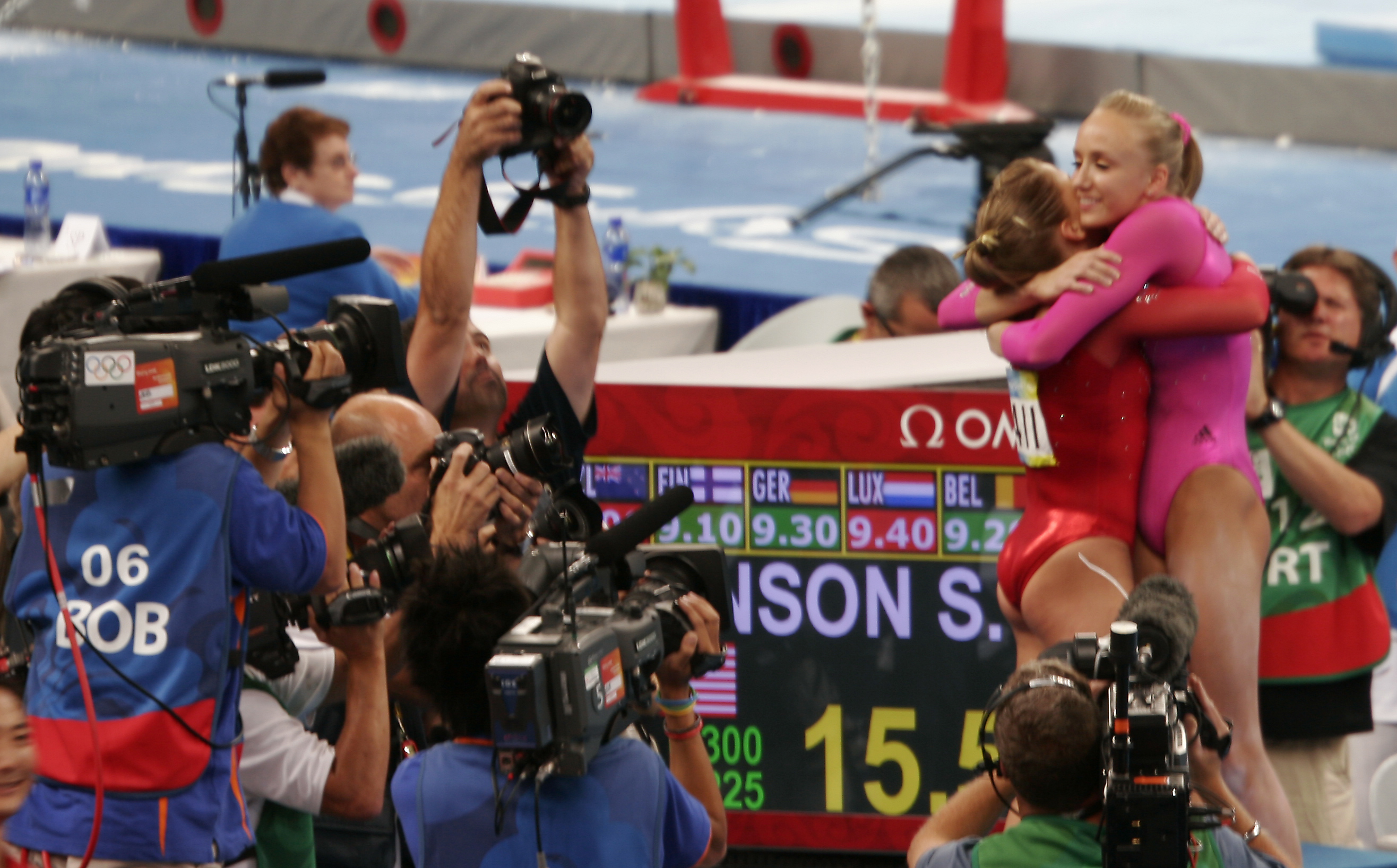
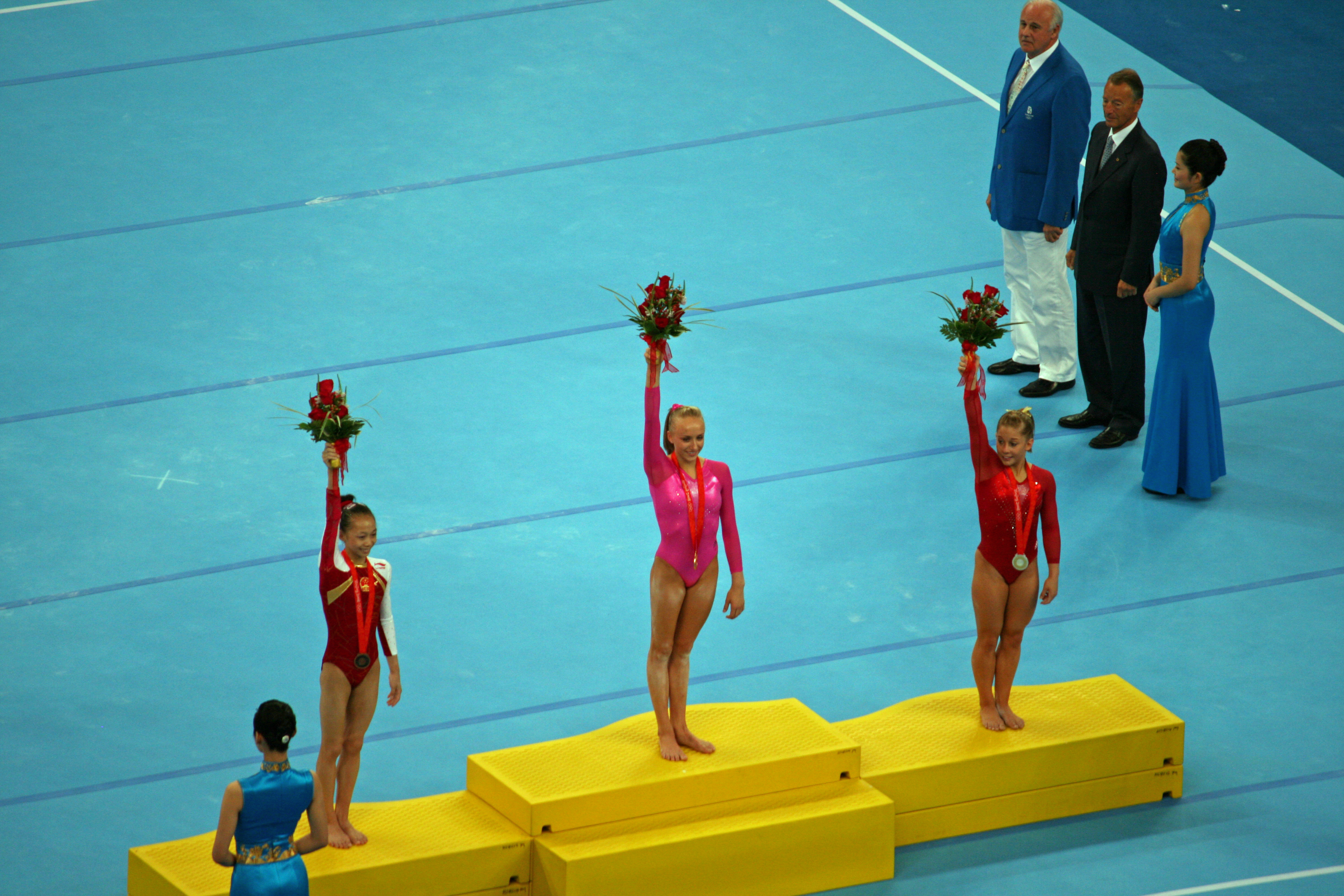

Igrzyska olimpijskie 2008